# Elecciones en Estados Unidos

Sello de la Comisión Federal de Elecciones

Estados Unidos se rige por un gobierno federal con dirigentes electos a nivel federal (nacional), estatal y local. A nivel nacional, el jefe de Estado, el presidente de los Estados Unidos es elegido indirectamente por los ciudadanos, a través de electores de un colegio electoral. Hoy en día, los electores virtualmente siempre votan con el voto popular de su estado.

## Características
Los demás cargos del nivel federal, el Congreso de los Estados Unidos, son elegidos directamente. Hay muchos cargos electos a nivel estatal: cada estado tiene al menos un gobernador y un legislador electo. También hay cargos elegidos a nivel local, en condados y ciudades. Se estima que, en todo el país, más de un millón de cargos se eligen en cada ciclo electoral.
La ley electoral está especificada tanto por la ley federal como estatal. La Constitución de Estados Unidos define (con un alcance básico) cómo se desarrollan las elecciones federales, en el primer y segundo artículo de la Constitución y en varias enmiendas de la Constitución. La ley estatal regula la mayoría de los aspectos de la ley electoral, incluyendo las elecciones primarias, la elegibilidad de los votantes (más allá del alcance básico de la Constitución), el sistema del Colegio Electoral de cada estado y el de las elecciones estatales y locales. La financiación de las elecciones siempre ha sido un tema controvertido, debido a que las fuentes de financiación privadas representan una gran parte de las contribuciones a las campañas electorales, especialmente en elecciones federales. La financiación pública voluntaria para los candidatos dispuestos a aceptar un límite de gastos fue introducida en 1974 para las primarias y elecciones presidenciales. La Comisión de Elecciones Federales tiene la responsabilidad de publicar la información de financiación de campañas, hacer cumplir las provisiones de la ley tal como los límites y prohibiciones en las contribuciones, y vigilar la financiación pública de las elecciones presidenciales de Estados Unidos. El gobierno federal también ha estado involucrado en intentos por incrementar el número de votantes a través de medidas como el Acto Nacional de Registro de Votantes de 1993.

## Voto

### Métodos de votación

Sistemas de votación utilizados en cada estado:
Escrutinio mayoritario uninominal
Segunda vuelta electoral
Segunda vuelta instantánea
Primaria de Luisiana
Primaria general no partidista y segunda vuelta general
Primaria general no partidista y segunda vuelta instantánea de los cuatro primeros

El método más común utilizado en las elecciones estadounidenses es el escrutinio mayoritario uninominal, en el que el candidato con mayor número de votos gana la elección. Bajo este sistema, un candidato solo requiere una pluralidad de votos para ganar, en lugar de una mayoría absoluta.
Desde 2002, varias ciudades han adoptado el método de segunda vuelta instantánea en sus elecciones. En 2016, Maine se convirtió en el primer estado en adoptar el método de segunda vuelta instantánea (conocida en el estado como votación por orden de preferencia) en todo el estado para sus elecciones, aunque debido a la constitución estatal, el sistema solo se utiliza para elecciones federales y primarias estatales.

#### Primaria de Luisiana
La primaria de Luisiana es el término común para al sistema de dos vueltas electorales en la que la primera vuelta sustituye las primarias de cada partido político (provocando que habitualmente haya múltiples candidatos de los demócratas y republicanos) y es necesario obtener una mayoría simple para ganar, en caso de no obtenerse esta mayoría simple en la primera vuelta, se realiza la segunda vuelta un mes después entre los dos candidatos con más votos, el que tenga más votos en segunda vuelta es declarado ganador.
El sistema se utiliza en las elecciones de Luisiana para cargos locales, estatales y del Congreso. Aunque estrictamente hablando, la primera vuelta se lleva a cabo en noviembre con el resto de elecciones de otros estados, por lo tanto, no es una elección primaria, la primera vuelta solo sirve como primaria si ningún candidato en la contienda gana la mayoría simple.
Este sistema también se usa para las elecciones especiales del senado de los Estados Unidos en Misisipi y Texas, y todas las elecciones especiales para cargos partidistas en Georgia. También se utiliza para elecciones municipales en Chicago, Illinois.
Este método se ha utilizado en elecciones estatales desde 1975. El sistema fue diseñado por el entonces gobernador Edwin Edwards después de tener que participar en dos rondas de primarias demócratas en 1971 antes de enfrentarse en la elección general contra el republicano Dave Treen. (Treen fue elegido gobernador bajo el nuevo sistema en 1979, derrotando a cinco candidatos demócratas).

#### Primaria general no partidista
Una primaria general no partidista es una elección primaria en la que todos los candidatos para el mismo cargo electo compiten entre sí a la vez, independientemente del partido político. Las primarias generales no partidistas son ligeramente diferentes de la mayoría de los otros sistemas electorales con dos vueltas, también conocidas como "primarias de la jungla". La primera ronda de una primaria general no partidista es oficialmente la "primaria". La segunda ronda es la "elección general". La segunda ronda debe llevarse a cabo, incluso si un candidato obtiene una mayoría simple en la primera ronda.
No existe un proceso de nominación de partido separado para los candidatos antes de la primera ronda. Además, a los partidos políticos no se les permite reducir el campo utilizando sus técnicas internas (como primarias o convenciones de partido). Es muy posible que varios candidatos del mismo partido político avancen a las elecciones generales.
Dependiendo del número de ganadores que pasan a las generales, se conoce como primarias de los dos primeros, tres primeros, cuatro primeros y así sucesivamente.
El sistema de los dos primeros se usa para todas las primarias en Washington y California (en este último, gracias a la aprobación de la proposición 14), excepto las primarias presidenciales, Alaska comenzó a usar un sistema de los cuatro primeros en la elección especial al distrito congresional at-large de Alaska de 2022 mediante la votación por orden de preferencia.

#### Diferencia entre las primarias no partidistas y las de Luisiana
La diferencia entre los dos sistemas es que en el sistema de primarias no partidistas siempre hay una segunda vuelta, incluso si un candidato obtiene una mayoría simple, además la segunda vuelta se lleva a cabo el mismo día de las elecciones en noviembre y la primera vuelta se lleva a cabo meses antes. Mientras que en la primaria de Luisiana, si un candidato obtiene una mayoría simple en la primera vuelta ya es declarado ganador sin necesidad de segunda vuelta, además de que la primera vuelta se lleva a cabo el día de las elecciones en noviembre y la segunda vuelta aproximadamente un mes después.

##### Ejemplos
En el sistema de primarias no partidistas, durante las elecciones a la cámara de representantes de 2012, en el 15.º distrito congresional de California, el candidato Eric Swalwell después de perder la primera vuelta (celebrada el 5 de junio) contra el titular en el puesto Pete Stark, acabó ganando la segunda vuelta (celebrada el 6 de noviembre) y con ello volviéndose miembro de la cámara de representantes.
En el sistema de primaria de Luisiana, durante las elecciones para gobernador de Luisiana de 1999 el titular Mike Foster ganó en primera vuelta con 62,17% del voto, reeligiéndole como gobernador sin necesidad de segunda vuelta.

### Elegibilidad

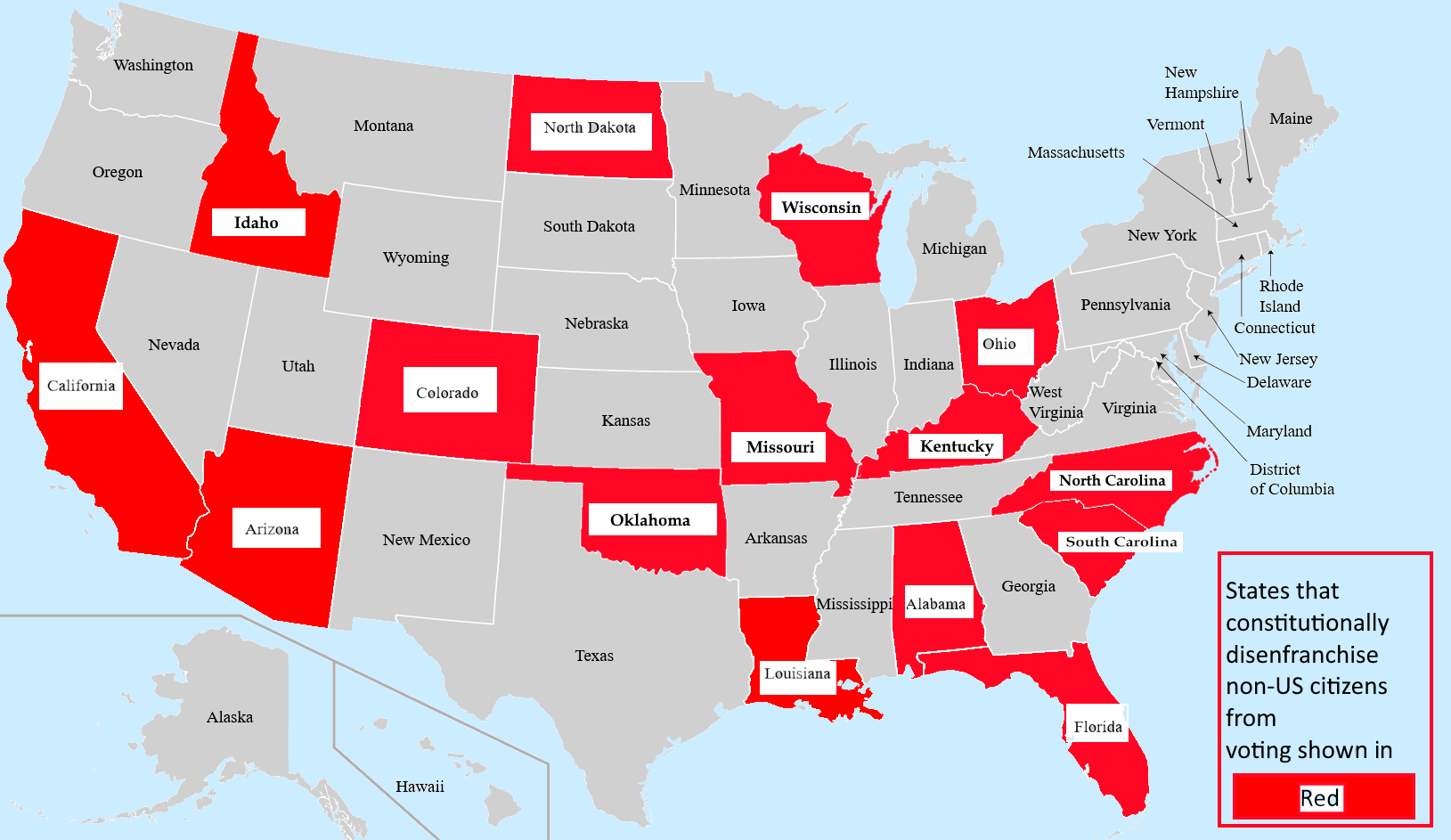
Los estados que constitucionalmente exigen la ciudadanía estadounidense para votar.

La elegibilidad de un individuo para votar está comprendida en la constitución y regulada a nivel estatal. La constitución establece que el derecho al sufragio no puede ser denegado por razones de etnia, sexo o edad para ciudadanos mayores de 18 años. Más allá de estas calificaciones básicas, los estatutos de la legislación estatal tienen la responsabilidad de regular la elegibilidad de los votantes. Los estados prohíben votar a los criminales que estén cumpliendo condena por algún período de tiempo o indefinidamente. Se estima que el número de adultos estadounidenses que actualmente o permanentemente no pueden votar debido a condenas por delitos graves es de 5,3 millones.

### Registro de votantes
Registrarse para votar es la responsabilidad de los ciudadanos estadounidenses ya que los votantes no son registrados automáticamente al cumplir los 18 años. Todos los estados, a excepción de Dakota del Norte, requieren que los ciudadanos que deseen votar estén registrados. Tradicionalmente, los votantes tenían que registrarse en las oficinas estatales, pero a mediados de la década de 1990, el gobierno federal hizo un esfuerzo para facilitar este procedimiento. La ley nacional de registro de votantes de 1993 obligó a los gobiernos estatales a hacer el proceso de registro de votantes más fácil dando servicios de registro uniformes a través de los centros de registro de licencias para conducir, colegios, bibliotecas y registro a través del correo. Idaho, Minnesota, New Hampshire, Wisconsin, Wyoming y Dakota del Norte están exentos debido a que en estos estados (exceptuando Dakota del Norte, donde no se necesita registrarse) se adoptó el registro en el mismo día, permitiendo que los votantes se registren para votar el día de las elecciones.

### Máquinas electorales
Los votantes que ejercen su derecho en centros de votación, lo hacen habitualmente a través de un Sistema Electoral de Escaneo Óptico o Máquinas Electorales DRE. La elección de las máquinas electorales la hace la jurisdicción electoral local de cada estado.

## Tipos de elecciones

### Elecciones federales
Estados Unidos tiene un sistema presidencial de gobierno, lo que significa que el poder ejecutivo y legislativo son elegidos por separado. El primer artículo de la Constitución de Estados Unidos establece que cualquier elección presidencial debe tener lugar un solo día en todo el país; sin embargo, las elecciones para cargos al Congreso pueden ser en distintos momentos. Las elecciones presidenciales y congresionales tienen lugar simultáneamente cada cuatro años y las elecciones parciales del Congreso, cada dos años. 
La Constitución de Estados Unidos establece que el presidente debe tener al menos 35 años, ser ciudadano natural, nacido en Estados Unidos y llevar residiendo en Estados Unidos durante catorce años o más. Regular la calificación de los candidatos que aparezcan en la papeleta electoral es responsabilidad de las legislaciones estatales y el lograr estar en la papeleta se basa en la actuación del candidato en elecciones anteriores. Se permite la reelección presidencial inmediata, pero no indefinida, ya que se limita a dos periodos, consecutivos o no.

#### Elecciones presidenciales
En las elecciones presidenciales, se elige al presidente y vicepresidente. La elección es por sufragio indirecto. El ganador se determina por los votos de los electores del colegio electoral de Estados Unidos. Hoy en día, los votantes de cada estado escogen una pizarra de electores de una lista de varias pizarras designadas por distintos partidos o candidatos. Los electores típicamente hacen una promesa de antemano de votar por el candidato de su partido (cuyo nombre usualmente aparece en la papeleta, en lugar del de los electores). El ganador de las elecciones es el candidato que obtenga al menos 270 votos de Colegio Electoral. Es posible que un candidato gane el voto electoral y pierda el voto popular (a nivel nacional). Hasta que se aprobó la 12.ª enmienda a la Constitución estadounidense en 1804, el candidato que quedaba en segundo lugar se convertía en el vicepresidente.
Los votos de Colegios Electorales son ejercidos en cada estado por un grupo de electores, cada uno de los cuales tiene un voto de colegio electoral. Hoy en día, con los electores comprometidos a votar por un candidato con anterioridad, aquellos electores que votan en contra del voto popular de su estado son llamados "electores deshonestos", pero es muy raro que eso suceda. Las leyes estatales regulan cómo los estados escogen los votos de los colegios electorales. En todos los estados, a excepción de Maine y Nebraska, el candidato que gane la mayoría de los votos recibe todos los votos electorales del estado. 
El Colegio Electoral ha sido muy criticado por varias razones. Por ejemplo, por ser antidemocrático por definición,[cita requerida] ya que a través de él, el presidente es elegido indirectamente, en vez de por un sistema electoral directo. Otra crítica es que crea desigualdad entre los votantes en diferentes estados durante la elección presidencial. Por lo general, solo los votantes en estados decisivos determinan el resultado de las elecciones, y por eso se afirma que la gran mayoría de los estadounidenses, los cuales no viven en esos estados de mayor peso electoral, resultan ignorados por las campañas electorales. Si el sistema de Colegio Electoral fuera eliminado y todo el país fuera tratado como un solo distrito para las elecciones presidenciales, entonces los resultados no dependerían de los estados cruciales. Este sistema también crea desigualdad, en el sentido que las poblaciones de estados muy pequeños, con un mínimo de 3 votos de Colegio Electoral, están sobrerrepresentadas en comparación con los votantes de estados más grandes. Por ejemplo, Wyoming tiene una población de 493 782 habitantes y 3 votos de Colegio Electoral, lo que representa 164 594 habitantes por voto del Colegio Electoral; en cambio, California tiene una población de 33 871 648 habitantes y 55 votos de Colegio Electoral, 615 848 habitantes por voto de Colegio Electoral. La abolición del Colegio Electoral requeriría una enmienda a la Constitución de Estados Unidos y dado que haría falta tres cuartos de las legislaciones de estado para ratificar una enmienda que redistribuiría efectivamente el poder de votación de muchos estados pequeños a pocos estados grandes, se piensa que tal enmienda no sería aprobada.

#### Elecciones del Congreso
Las Elecciones para el Congreso de Estados Unidos tienen lugar cada dos años. El Congreso tiene dos cámaras: el Senado y la Cámara de Representantes.
Para las elecciones al Congreso, la Constitución establece que los miembros de la Cámara de Representantes deben tener al menos 25 años, ser ciudadanos de los Estados Unidos durante al menos siete años y ser habitantes legales del estado que representan. Los senadores deben tener al menos 30 años, ser ciudadanos de los Estados Unidos durante un mínimo de nueve años y ser habitantes legales del estado que representan.